# Mohamed Traoré
Pour les articles homonymes, voir Traoré.
Mohamed Traoré, né en 1968 en Guinée, est un juriste et homme politique guinéen.
Il est membre du Conseil national de la transition de 2010 de Guinée de 2010 à 2013 puis de celui de 2021 à partir du 22 janvier 2022 en tant que représentant des organisations socio-professionnelles,.
Le 13 janvier 2025, il démissionne de son poste de conseiller au CNT.
Le 20 juin 2025, vers 4 h du matin, il est enlevé à son domicile par des hommes encagoulés, sans tenue militaire (selon ses proches). Ce même jour, il sera retrouvé inconscient à Bangouyah,,.